# André Thevet
André Thevet o Theuvet és un explorador, escriptor i geògraf occità, nascut el 1516, data que el mateix Thevet dona a diverses de les seves obres. L'avís d'autoritat de la Biblioteca Nacional de França també ens situa la data al 1516, a la vila d'Angulema (Engoleime, en occità), i ens diu que mor el 1523, i no pas el 1590, com sovint es diu per error, a París. El naturalista Carl Von Linné va dedicar el gènere Thevetia, de la família de plantes Apocynaceae, en homenatge seu.

## Infantesa i juventut
André Thevet fou el més jove d'una família de barbers-cirurgians. Als deu anys, va ingressar, contra la seva voluntat, al convent dels franciscans (o Cordeliers) d'Angulema. Poc interessat per la religió, va preferir dedicar-se a llegir llibres i viatjar.
Protegit pel rei Francesc I de França, així com pel Casal de La Rochefoucauld i la casa de Guisa, va començar a viatjar per Itàlia, encarregat de diverses missions pels seus protectors. A Piacenza es va fer amic del cardenal Jean de Lorena.

## El viatge a l'orient, 1549-1552
El 1549, gràcies als diners del cardenal Jean de Lorraine, s'embarca cap al llevant europeu. Va visitar Creta i les illes del mar Egeu. Va romandre gairebé dos anys a Constantinoble, potser com a informador de França. El 1552, va abandonar aquesta ciutat i va anar a Egipte, va visitar el mont Sinaí, i després a Palestina i a Síria.
De tornada a França, André Thevet va publicar el relat del seu viatge, el 1554, amb el títol de Cosmographie de Levant. En aquesta obra, escrita per un tercer, potser per François de Belleforest, enumera les curiositats arqueològiques, botàniques i zoològiques trobades durant el seu llarg periple. Amb tot, aquest cens deu més a la compilació d'autors antics que no pas a les seves pròpies observacions. L'obra va tenir una bona acollida per part del públic, sobretot per les 25 boniques xilografies amb "bèsties, piràmides, podromes, colossos, columnes i obeliscs, tan fidels a la veritat com em fou possible" [7] .

## El viatge al Brasil, 1555-1556

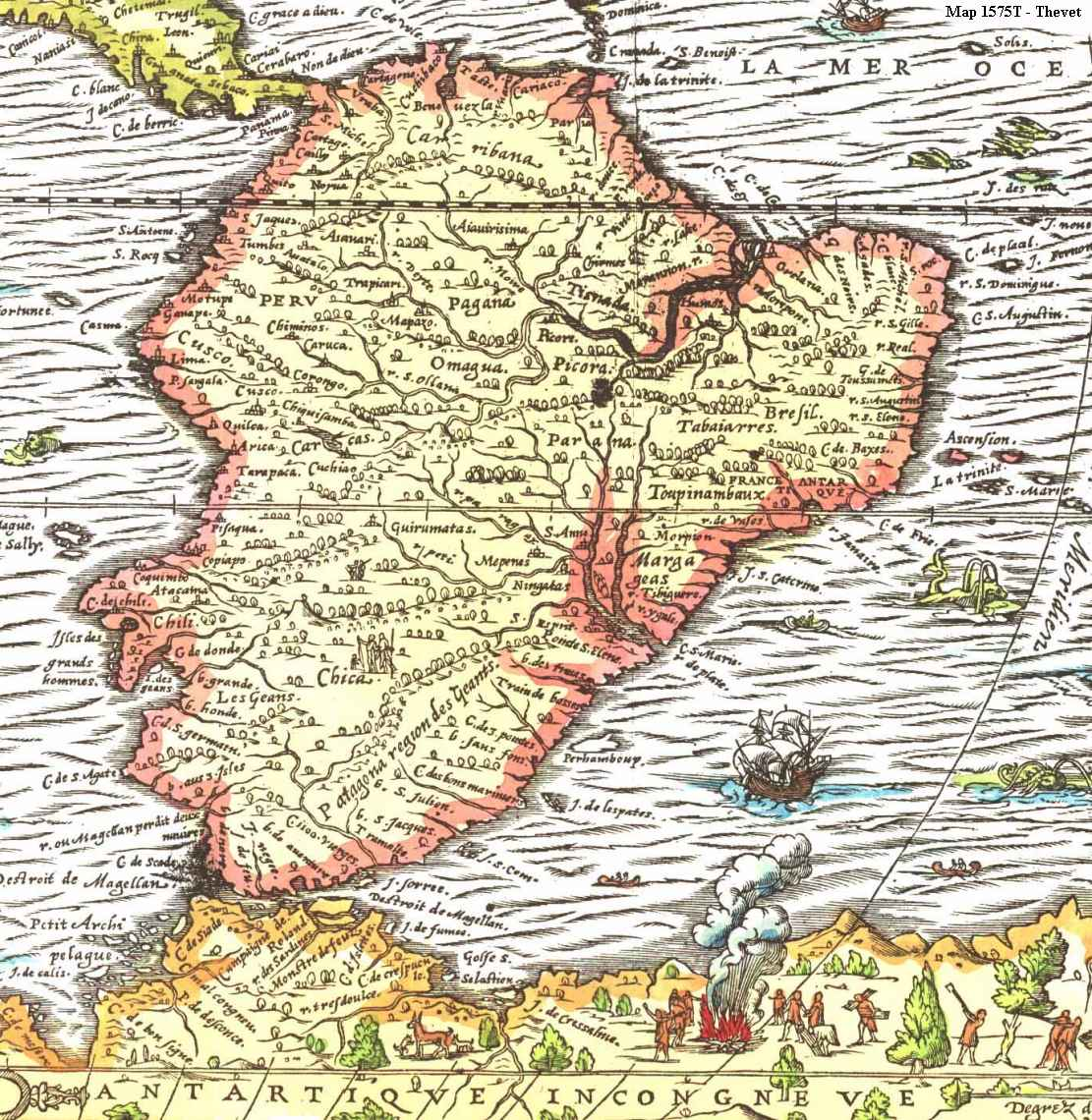
Mapa d'Amèrica del Sud d'André Thevet (1575).

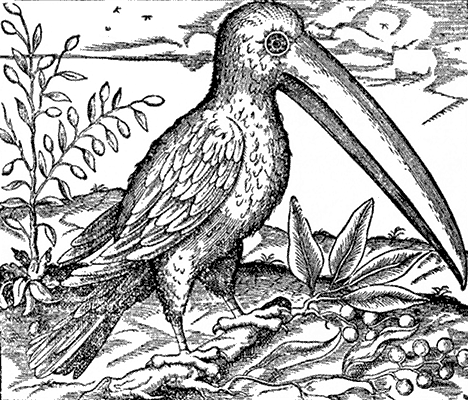
Tucà (il·lustració del llibre Singularités...).

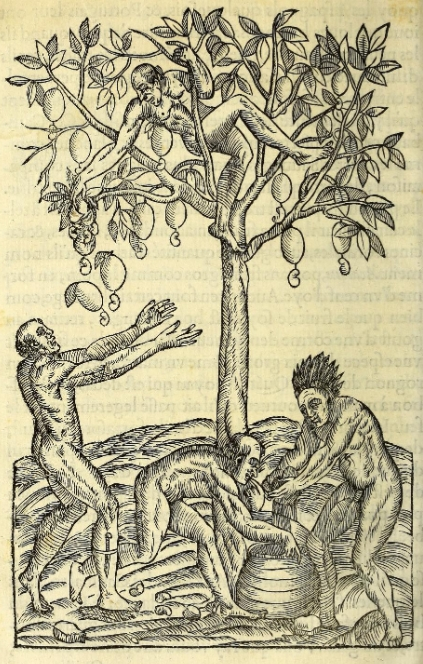
Anacards (il·lustració dei llibre Singularités...).

Només arribar a casa va embarcar-se, gairebé immediatament, com a capellà de l'expedició del vicealmirall Villegagnon, amb l'objectiu d'establir una colònia francesa al Brasil, destinada a protegir els mariners i comerciants normands que visitaven la costa brasilenya per obtenir la fusta vermella del pernambuc (també anomenat pal o pau brasil, en portuguès), de la qual es treu. un colorant vermell, i que va donar el nom al país.
André Thevet hi va romandre des de mitjans novembre de 1555 fins a finals de gener de 1556, establert en un illot a l'entrada de la badia de Rio de Janeiro, on hi havia la fortalesa francesa, Fort Coligny. Fou el primer a esmentar l'existència de l'Illa de Paquetà. Tanmateix, va caure malalt i va haver de tornar a França, després d'estar-s'hi només deu setmanes.
No obstant, en va tenir prou per publicar, al seu retorn, a finals del 1557, un nou llibre titulat Les Singularitez de la France antartique, un relat amb les observacions que va poder fer dels països i pobles visitats durant el seu viatge al Nou Món. Aquest testimoni, com el de Jean de Léry (1536-1613), dona fe de les tribus amerindies procedents del nord trobades cap a la meitat del segle XVI a la regió de Rio de Janeiro.
Aquesta darrera obra el farà famós i serà traduïda a l'italià i a l'anglès (respectivament els anys 1561 i 1568). També provocarà imitacions i polèmiques. D'acord amb l'esperit del temps, el llibre es centra en les rareses, en les singularitats susceptibles de sorprendre als seus contemporanis. A més, a causa de la seva malaltia no va poder controlar tota la informació que li van aportar el seus "informadors", sovint antics mariners que vivien entre els indis, que li feien d'intèrpret. També utilitzarà la informació etnogràfica recollida pel secretari de Villegagnon i intervindrà en el llibre un escrivà hel·lenista, Mathurin Héret, encarregat d'incloure al text les referències a autors grecs i llatins antics i fer-ne una comparativa. Les nombroses referències a l'antiguitat grecollatina seran un mitjà, constantment utilitzat al llibre, per reduir l'estranyesa del "salvatge" en el lector, degut a la familiaritat que tothom tenia dels textos clàssics en aquell moment.
André Thevet va ser un dels primers exploradors a donar descripcions imprecises, però honestes, en francès, de fruits aleshores exòtics com la mandioca, la pinya, el cacauet, l'anacard i el petun (tabac), així com d'animals, com ara el guacamai roig (Ara macao), el tucà, el peresós i el tapir.
També ofereix la primera imatge etnogràfica dels indis tupinambà Al segle xx, l'etnòleg Alfred Métraux dirà de la versió augmentada i definitiva del seu viatge al Brasil, titulada Història d'André Thevet Angoumoisin, cosmògraf del rei, de dos viatges realitzats per ell a les Índies Meridional i Occidental, que "el capítol sobre l'antropofàgia ritual dels Tupinambà és, sens dubte, un dels documents etnogràfics més bonics que ens va deixar el segle XVI". La qualitat de les 41 il·lustracions en xilografia de la flora, la fauna i els rituals dels Tupinambà assegurà l'èxit de l'obra a la cort i entre els amants de les curiositats.
Tanmateix, el llibre repeteix el relat de Francisco de Orellana sobre les dones guerreres, nues i bel·licoses, trobades al llarg del riu que Orellana va anomenar riu Amazones. Més endavant, a la Cosmografia Universal, dirà “em sap greu haver caigut en el parany d'haver-m'ho cregut", en referència al mite de les guerreres amazones (amazones mitologia)
El seu llibre no només es descriu el Brasil, sinó que també esmenta Madagascar, que anomena exactament així, tot i especificant que aquest és el nom que li van posar els seus propis habitants.
Per Frank Lesstringant, especialista en el Renaixement, Les Singularités de la France Antarctique "constitueix una obra insígnia de la literatura de viatges del segle XVI".

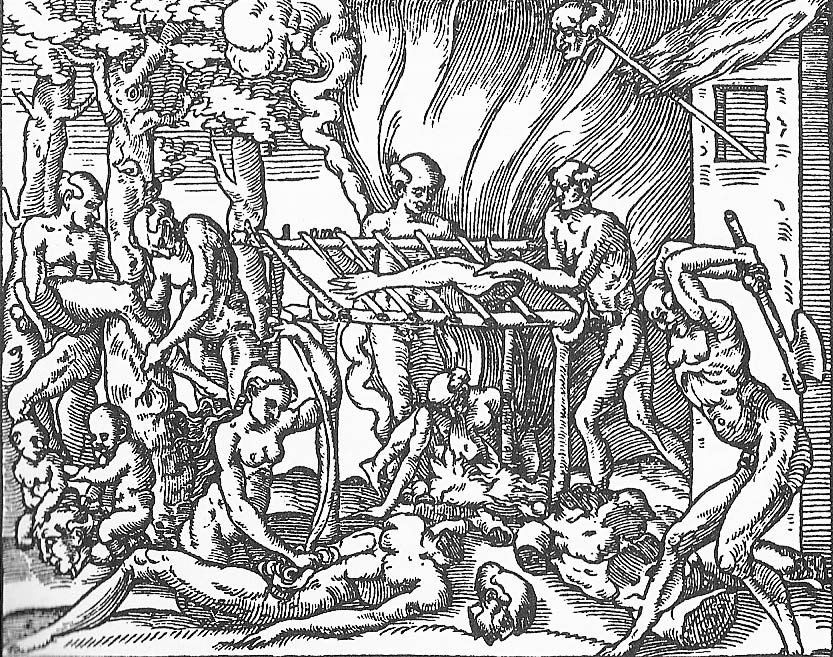
Trinxant a la víctima. Escena d'antropofàgia ritual de la Tupinambà (il·lustració del llibre d'André Thevet titulat Singularités...).

## Cosmògraf del rei
Va obtenir la llibertat del seu orde monàstic el gener 1559 i es va establir a la rue de Bièvre, al barri llatí de París, i el 1560 es va convertir en el cosmògraf de rei, és a dir, en el geògraf oficial de la cort. A principis del 1576, serà un dels capellans de la reina Caterina de Mèdici. André Thevet servirà successivament a quatre reis de França: Enric II i els seus tres fills, Francesc II, Carles IX i Enric III.
André Thevet va instal·lar un gabinet de curiositats a la rue de Bièvre de París, on va recollir monedes gregues i llatines, plomes del Brasil i Mèxic, becs de tucans, lloros i caimans de peluix i altres curiositats, però també documents i records relacionats amb el Nou Món, com el preuat Còdex Mendoça, un manuscrit asteca dels anys 1540-1541. Aquestes col·leccions naturalistes i etnogràfiques testimonien el seu desig, constantment reafirmat, de garantir la primacia de l'experiència per damunt de l'autoritat. "Tot el que us explico i us recito no s'aprèn a l'escola de París, ni a cap de les universitats d'Europa, sinó a la càtedra d'un vaixell, sota la lliçó dels vents..."
Des del 1566, va treballar en el molt ambiciós projecte d'una enciclopèdia geogràfica universal distribuïda pels quatre continents. La voluminosa obra, titulada Cosmografia universal, publicada l'any 1575, reunia documents originals de capital interès per al coneixement dels pobles amerindis del Brasil i diverses recopilacions sobre l'Àfrica i l'Àsia, extretes de Navigationi i Viaggi del venecià Giovanni Battista Ramusio.
Com a historiògraf, André Thevet va publicar, l'any 1584, l'obra titulada Veritables retrats i vides d'homes il·lustres, en vuit volums. L'ambició d'aques treball és immens, atès que té la intenció de tractar amb tots els grans homes de totes les regions que ha visitat. A la manera de Plutarc, Thevet ofereix tant els retrats dels pares de l'Església cristiana, com de les grans ments de l'antiguitat o dels sants de l'edat mitjana (llibres de l'I a III). Als llibres següents, es tracten els descobridors i conqueridors, com ara Cristòfor Colom, Amerigo Vespucci, Ferran de Magallanes, Ferran Cortés i Francesc Pizarro, a més de sis sobirans d'Amèrica (un asteca, un inca, un caníbal, un tupinikí, un florida satouriona i un patagó de la Patagònia). Per tant, té l'audàcia i l'encert de situar els retrats dels monarques nadius americans al costat de les glòries de l'antiguitat i de les grans autoritats d'Europa. Il·lustra els seus 224 retrats amb gravats al burí.

## Atacs contra Thevet
Potser per la seva gosadia, les darreres obres de Thevet van ser mal acollides pels erudits del seu temps, i serà acusat de plagi i d'ignorància (Belon 1557, Belleforest i Fumée, 1568) o, fins-i-tot, de presumpció. Aquesta mala reputació es va intensificar amb l'inici dels disturbis civils. Després de protegir-se al darrere del duc de Guisa durant la primera Guerra de Religió, Thevet va intentar maniobrar entre els dos fronts. Tanmateix, fou acusat per ambdues parts i el projecte cosmogràfic va passar de ser considerat un projecte herètic a constituir directament una blasfèmia. "La culpa de Thevet és científica, però també teològica" (Belleforest, 1575 ; Du Préau, 1583), escriu Frank Lesstringant.
"És cert que al costat d'aquesta fosca llegenda conreada per persones erudites, Thevet no ha deixat mai de fascinar les ments curioses" (Paré, 1579). Amb tot, durant molt de temps, els naturalistes i sobretot els botànics el van citar amb reverència, especialment pel que fa a les realitats exòtiques d'Amèrica i en particular del Brasil." Fou el cas, per exemple, del divulgador Jean-Marie Pelt, que al seu treball del 1999 sobre els grans exploradors naturalistes li dedica un capítol sencer.

## André Thevet i l'herba del petun (tabac)

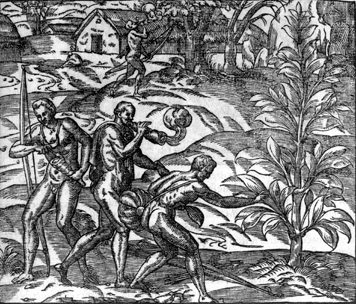
Petun o herba angoumoisina (Il·lustració del llibre d'André Thevet titulat Cosmografia universal).

A Singularités de la France antarctique (1558), André Thevet fa una descripció precisa de l'ús de tabac pels indis i en va portar a Occitània, per sebrar-ne a la seva regió natal d'Angulema. per aquest motiu la va anomenar "herba angulemusina". Però el terme tindrà menys èxit que petun, paraula que ve de la llengua tupí (petyma, petyn), que serà molt utilitzada a França i a les Índies Occidentals fins a principis del segle XVII, moment en què passarà a ser conegut pel terme tabac, que arriba a través de l'imperi hispà, a partir de la paraula haitiana.
“Una altra singularitat és una herba que anomenen, en la seva llengua, petun, que solen portar amb ells, perquè la consideren meravellosament beneficiosa per a diverses coses. Sembla la nostra buglossa. (...) Recullen amb cura aquesta herba i l'assequen a l'ombra, a les seves petites cabanes. La manera d'utilitzar-la és aquesta. Emboliquen, quan és seca, una quantitat d'aquesta herba en una fulla de palmera, que és molt gran, i l'enrotllen com la llargada d'una espelma, i després calen foc per un extrem i reben el fum per l'altre i per la boca. És molt saludable, diuen, per destil·lar i consumir humors superflus del cervell. Pres d'aquesta manera, a més, fa desaparèixer durant un temps la fam i la set. Per això l'utilitzen habitualment. Fins i tot, quan tenen alguna cosa a dir-se entre ells, treuen aquest fum, i després parlen: ho fan habitualment i successivament, un darrere l'altre, en temps de guerra, quan és molt convenient. Les dones no l'utilitzen gens. És cert que si en prenen massa d'aquest fum o perfum, és ofensiu i embriagador, com l'aroma d'un vi fort." (Fragment del llibre Singularites..., 1558, 60r, d'André Thevet).
Thevet, a més, ens diu que va provar el cigar petun ell mateix i que "aquest fum provoca suor i debilitat, fins que caus en desmai".
Uns anys més tard, el 1560, Jean Nicot, ambaixador francès a Portugal, va enviar tabac en pols a la reina Caterina de Mèdici per tractar les migranyes del seu fill. El tractament va tenir èxit i per homenatjar Jean Nicot, el botànic Delachamps va donar oficialment a la planta el nom Nicotiana tabacum. Aquesta usurpació enfurismarà a Thevet "Des que una persona, que mai va fer el viatge, uns deu anys després de tornar d'aquest país, li va donar el seu nom". Si bé l'occità André Thevet, efectivament, va ser el primer a introduir el tabac a la Gàl·lia, no va ser el primer en fer-ho a Europa, atès que el botànic hispà Francisco Hernández ja l'havia introduït a la península ibèrica el 1520.

## Thevet iThevetia

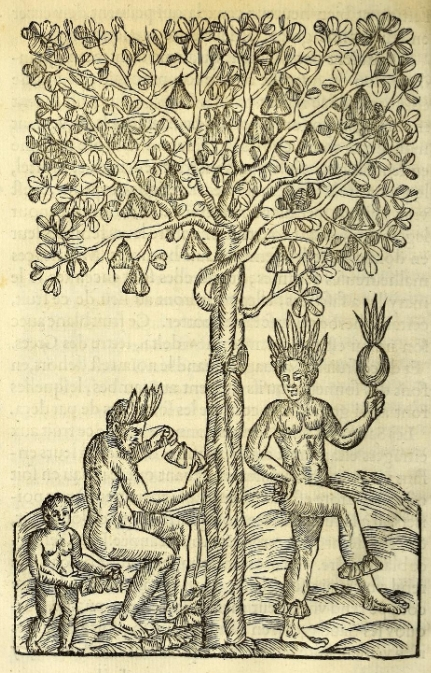
Ahouaï (Il·lustració del llibre d'André Thevet titulat Singularités... cap 36).

A Singularitats, capítol 36, Thevet descriu precisament “un arbre anomenat en la seva llengua ahouai, que dona fruits verinosos i mortals... Aquest arbre és gairebé semblant en alçada a les nostres pereres. Té fulles de tres o quatre dits de llargada i dos dits d'amplada, verdes tot l'any. Té l'escorça blanquinosa. Quan talleu una branca, s'allibera un cert suc blanc, gairebé com la llet. L'arbre tallat desprèn una olor meravellosament pudent." 
Observa que la fruita és “aproximadament de la mida d'una castanya mitjana, i és verí real, sobretot la nou. Els homes, per poc que s'hagin enfadat amb les seves dones, els la donen, i les dones als homes. I d'aquest fruit els salvatges, quan la nou és fora, fan campanes que es posen a les cames, que també fan un gran soroll...".
Aquest arbre avui s'anomena Thevetia ahouai (L.) A. DC. (1844) (de la família de les Apocynaceae). Va ser Carl von Linné qui, un segle després, va crear el gènere Thevetia (1758), en homenatge a Thevet.
Linné també va donar nom a la Cerbera thevetia L. (1753), que esdevingué Thevetia peruviana (Pers.) K. Schum. (1895), i després la Cascabela thevetia (L.) Lippold (1980), una altra Apocynaceae, conreada abundantment als jardins de la zona intertropical.